# Día de los Mártires
El Día de los Mártires es un día feriado de duelo nacional que recuerda al movimiento popular ocurrido en Panamá el jueves 9 de enero de 1964, cuyo objetivo era reclamar la presencia de la bandera panameña en el territorio conocido como la Zona del Canal, una franja de tierra alrededor del Canal de Panamá, que fue cedido a Estados Unidos a perpetuidad mediante el Tratado Hay-Bunau Varilla en 1903. Este suceso ayudó a la negociación de los Tratados Torrijos-Carter. Es denominado «Día de los Mártires» a causa del fallecimiento de unos 22 manifestantes, entre ellos estaba el líder Ascanio Arosemena. 

## Antecedentes
El Tratado Hay-Bunau Varilla de noviembre de 1903, en el artículo II expresaba que concedía a perpetuidad a los Estados Unidos la Zona del Canal, una franja de 5 millas de ancho a cada lado del Canal de Panamá. Esto generó un alto grado de insatisfacción entre la población panameña, al existir un territorio ocupado por los estadounidenses, y que dividía al país físicamente en dos partes.
En las décadas siguientes, se firmaron nuevos tratados respecto del Canal, que en cierto modo flexibilizaban el tratado Hay-Bunau Varilla; sin embargo no abrogaban dicho tratado, que aún mantenía ese punto sensible sobre el tapete. Sin embargo, el rechazo del Convenio Filós-Hines en 1947 por parte del pueblo panameño, indicaba que la sociedad del país centroamericano, ya estaba demandando enérgicamente que su gobierno reclamara la soberanía sobre dicha zona.
Durante la década de 1950 algunas organizaciones, dirigidas por estudiantes de secundaria y universitarios, realizaron protestas pacíficas y simbólicas para el reclamo de la Zona del Canal. Así, el 2 de mayo de 1958, un grupo de estudiantes universitarios, dirigidos por Carlos Arellano Lennox y Ricardo Ríos, organizaron la "Operación Siembra de Banderas", y que consistió en colocar 75 banderas panameñas dentro de la Zona del Canal, en demanda de la revisión de los tratados canaleros.
Posteriormente, el 3 de noviembre de 1959 se realizó la "Operación Soberanía", liderada por el diputado Aquilino Boyd y el Dr. Ernesto Castillero, en la que el pueblo panameño era invitado, de manera pacífica a entrar en la Zona del Canal, portando la bandera panameña como un acto de reafirmación de soberanía. Al principio, la protesta fue pacífica, pero cuando el gobierno de la Zona ordenó prohibir la entrada de manifestantes, se produjo una violenta represión y hasta la vejación de una bandera panameña, por parte de algunos policías estadounidenses. Esto alteró los ánimos de los panameños, hasta el punto de que se tuvo que movilizar un destacamento del ejército estadounidense.
En diciembre de 1959, el presidente estadounidense Dwight Eisenhower reconoció que la bandera panameña debía ser izada junto con la bandera estadounidense, y se iniciaron así negociaciones, que se consumaron en el Acuerdo Chiari-Kennedy de 1962, que concedieron más libertades sociales y económicas a los panameños dentro de la Zona del Canal. También con este acuerdo, se creó una comisión bipartita que resolvería el asunto de la bandera.
Sin embargo, el 7 de enero de 1963 esta comisión sugirió que la bandera panameña fuera izada junto con la estadounidense, en los lugares civiles dentro de la Zona del Canal; quedarían excluidas las bases militares y las naves que transitaban por la vía interoceánica. Esta decisión no agradó ni a estadounidenses ni a panameños. 
El 30 de diciembre de ese mismo año, el gobernador de la Zona del Canal Robert Fleming, anunció que la bandera panameña sería izada junto con la estadounidense, en ciertos sitios de la Zona a partir del 1 de enero de 1964, y añadió que la bandera del país centroamericano, no sería izada en las escuelas exclusivas para los estadounidenses.
Sin embargo, dicha decisión fue ignorada dentro de la Zona del Canal. El 3 de enero, el policía zoneíta Carlton Bell izó la bandera estadounidense sin sumar la bandera panameña, frente al monumento de los Héroes de Guerra en Gamboa, considerado un sitio civil; el 7 de enero, los estudiantes estadounidenses de la Escuela Superior de Balboa, izaron la bandera de los Estados Unidos frente al plantel, sin acompañar la bandera panameña, rebelándose ante las autoridades zoneítas.
En el lado panameño, varios estudiantes estaban preparándose para reclamar la soberanía de la Zona del Canal, izando la bandera panameña dentro de la Escuela Superior de Balboa.

## Hechos del 9 de enero

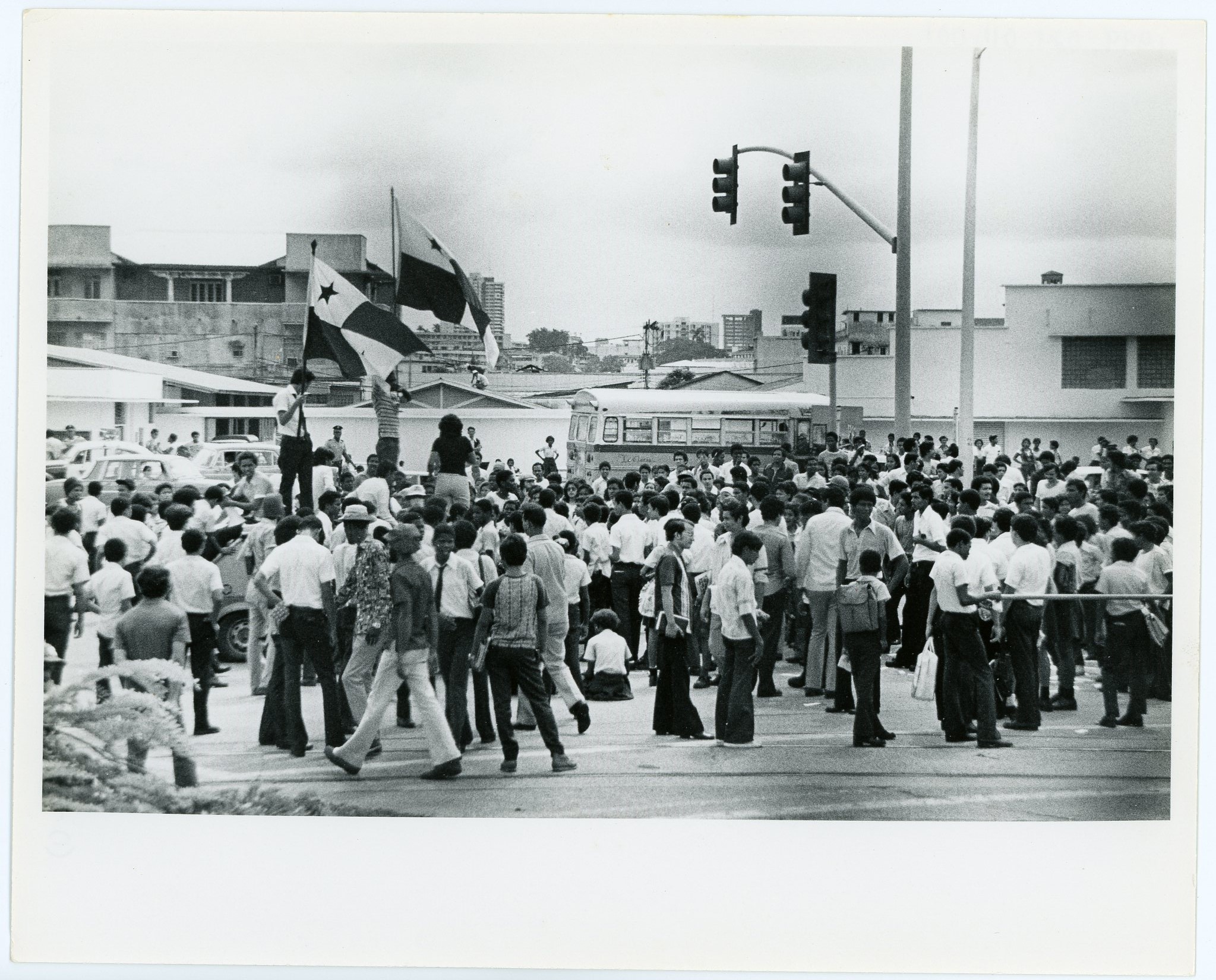
Manifestación de panameños en la frontera con la Zona del Canal.

A pesar de que se esperaba una respuesta de los panameños, por el izado de la bandera estadounidense en Balboa, la magnitud de la crisis tomó a la mayoría de los estadounidenses por sorpresa. Varios años después, Lyndon Johnson escribiría en sus memorias que

Cuando supe de la acción de los estudiantes [zoneitas en Balboa], estuve seguro que tendríamos problemas.

Las noticias de las acciones en la Secundaria de Balboa, llegaron a los estudiantes del Instituto Nacional, la secundaria más prestigiosa de Panamá en esa época. Liderados por Guillermo Guevara Paz, un joven de 17 años, entre 150 y 200 estudiantes del Instituto marcharon en dirección a la Secundaria de Balboa, cargando la bandera panameña de su escuela, y pancartas proclamando la soberanía de Panamá sobre la Zona del Canal. Antes de iniciar su marcha, informaron al director del Instituto y a las autoridades de la Zona. Su intención era izar la bandera panameña en el asta de la Secundaria de Balboa, donde los estadounidenses habían izado la suya.
En la Secundaria de Balboa, los estudiantes panameños fueron recibidos por la policía de la Zona, y por una multitud de estudiantes y adultos. Después de negociaciones entre los estudiantes panameños y la policía, se le permitió a un pequeño grupo acercarse al asta, mientras que la policía mantenía a la multitud alejada.
Media docena de estudiantes panameños, cargando su bandera, se acercaron al asta, pero los habitantes de la Zona la rodearon , cantando el himno de Estados Unidos y rechazaron el trato entre la policía y los estudiantes panameños, lo que supuso el inicio de un tumulto. Los panameños fueron rechazados por los civiles de la Zona, que fueron respaldados por la policía.
En el curso de la discusión, la bandera panameña resultó rota en pedazos. Se trataba de una bandera con significación histórica, ya que los estudiantes del Instituto Nacional la habían cargado en 1947, durante demostraciones contra el tratado Filós-Hines, y en demanda de la retirada de las bases estadounidenses.
La información sobre cómo se rompió la bandera resultó controvertida: el capitán Gaddis Wall, que estaba a cargo de la policía en el lugar de los hechos, negó cualquier culpa por parte de los estadounidenses, y afirmó que los estudiantes panameños se tropezaron y, accidentalmente, rompieron su propia bandera. David White, un aprendiz de técnico de teléfonos de la Compañía del Canal de Panamá, refirió que 

"...la policía agarró a los estudiantes, que eran cuatro o cinco, bajo los hombros por las axilas y los empujaron hacia delante. Uno de los estudiantes se tropezó, y creo que cuando se cayó la vieja bandera se rompió".

Uno de los estudiantes panameños que llevaba la bandera, Eligio Carranza, dijo que 

"...empezaron a empujarnos y a tratar de quitarnos la bandera, mientras nos insultaban. Un policía levantó su tolete, el cual rajó nuestra bandera. El capitán trató de sacarnos y llevarnos donde estaban los otros estudiantes panameños. En el camino a través de la multitud, muchas manos halaron y rompieron nuestra bandera".

## Inicio de la violencia

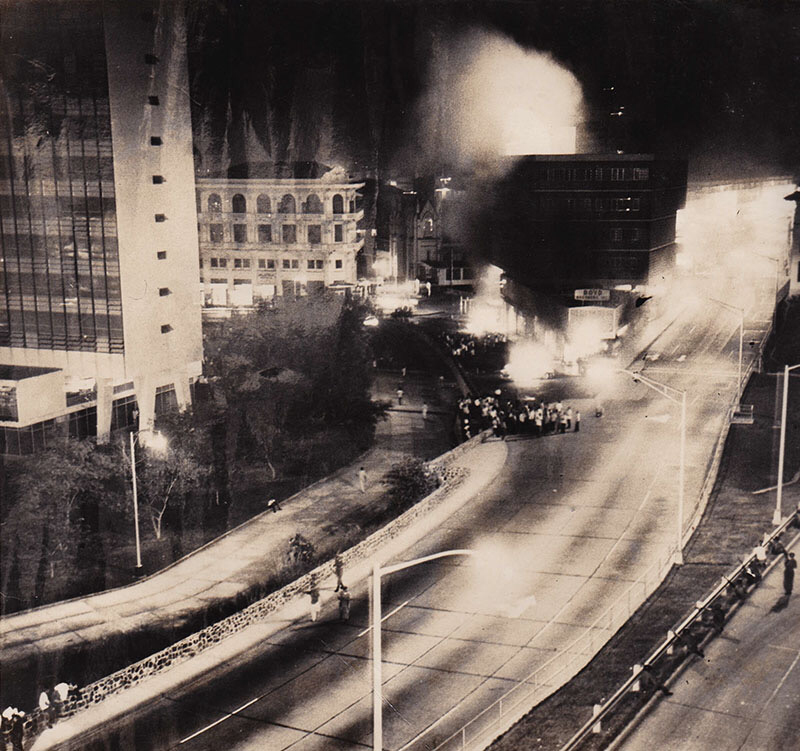
Enfrentamientos sucedidos entre el 9 y 10 de enero de 1964 en la Avenida 4 de Julio, actual Avenida de los Mártires.

A medida que las noticias del rompimiento de la bandera se difundían entre la población, multitudes enojadas se fueron acercando a la frontera entre la Ciudad de Panamá y la Zona del Canal. En varias oportunidades, los manifestantes entraron en la Zona, portando banderas panameñas y siendo repelidos con gas lacrimógeno, lanzado por la policía de la Zona. La multitud, enardecida, comenzó a lanzar piedras, que causaron heridas leves a varios de los agentes de policía, que respondieron disparando a la multitud.
Las autoridades de la Zona del Canal pidieron a la Guardia Nacional —que hacía tanto las veces de Policía como de Fuerzas Armadas de Panamá— que sofocaran los disturbios, pero la Guardia se mantuvo alejada de los incidentes.
Mientras, los manifestantes empezaron a romper la cerca que separaba la Zona del Canal de la República de Panamá. Tras sucesivas andanadas de gases lacrimógenos, la policía de la Zona comenzó a disparar sobre quienes empujaban o rompían la cerca.
Las multitudes panameñas crecían a medida que se acercaba la noche, y para las 8 p. m., unos 80 u 85 policías de la Zona del Canal se enfrentaban a no menos de 5.000 manifestantes. Algunas estimaciones llegan a mencionar hasta 30 000 o más manifestantes. Cuando el vicegobernador de la Zona se acercó a ver lo que pasaba, los manifestantes tiraron piedras a su automóvil.
La confrontación no se limitó al área de la Ciudad de Panamá: las noticias de los enfrentamientos se difundieron con rapidez por radio, televisión y llamadas telefónicas privadas, y viajaron 50 millas desde la costa Pacífica hasta la costa Atlántica. La segunda ciudad del país, Colón, que colindaba con la ciudad Cristóbal, vio surgir disturbios unas pocas horas después del inicio de las hostilidades en el lado Pacífico, donde luchas intensas continuarían durante los próximos 2 días. A diferencia de la Ciudad de Panamá, las autoridades en Colón intentaron separar desde el inicio a los combatientes.
Algunos incidentes sucedieron en otras ciudades. Sin duda, la imagen más famosa que existe de los eventos de este día, es la de dos estudiantes de uniforme, trepando sobre la cerca en Ancón, cargando una bandera panameña.
A petición del vicegobernador, asumió la autoridad sobre la Zona del Canal el general Andrew P. O'Meara, comandante del Comando Sur de Estados Unidos. La Brigada de Infantería 193 fue desplegada alrededor de las 8:35 p. m., lo cual determinó el cese de los disturbios en la Zona.
Los hechos de violencia continuaron algunas horas en la ciudad de Panamá: los negocios propiedad de estadounidenses fueron incendiados, y el recién inaugurado edificio de Pan American Airlines —que, a pesar de hospedar a una corporación estadounidense, era propiedad de panameños— fue completamente destruido. A la mañana siguiente fueron encontrados entre los escombros, los cuerpos sin vida de 6 panameños.

## Muertes
A medida que los disparos se intensificaron entre ambos bandos, un cierto número de personas sufrió heridas por proyectil de arma de fuego, y murieron bajo circunstancias controvertidas.
Ascanio Arosemena, un estudiante de 17 años,  de la Escuela Profesional Isabel Herrera Obaldía, fue herido en un ángulo por la espalda, a través del hombro y el tórax. Fue el primero de los Mártires, como se les llamó a los muertos de esos días. De acuerdo con los testimonios, Arosemena murió mientras ayudaba a evacuar protestantes heridos de la zona de peligro. Los testigos parecen estar apoyados por una fotografía de Arosemena ayudando a un compañero herido, que se dice que fue tomada instantes antes de resultar herido. El edificio donde todo empezó, la Secundaria de Balboa, hoy lleva su nombre y es un Centro de Capacitación de la Autoridad del Canal de Panamá. También da nombre a una importante Avenida de la antigua Zona del Canal.
Una bebé de 6 meses, Maritza Ávila Alabarca, murió con problemas respiratorios mientras su vecindario era bombardeado con gas lacrimógeno. Los Estados Unidos negaron que la muerte de la bebé tuviera relación con el uso de gas lacrimógeno, sosteniendo que no es un agente letal. El 28 de septiembre de 2000, el profesor Uwe Heinrich publicó un estudio para investigar el uso de gas lacrimógeno por el FBI en el complejo de los Davidianos, en el que explicó que, si no se usan máscaras de gas y los afectados están en un lugar confinado, "... existe la posibilidad de que la exposición a este agente CS pueda significativamente contribuir, o incluso causar efectos letales".
Varios informes panameños culpan de todas las muertes a los estadounidenses, lo cual no parece enteramente acertado; por ejemplo, las víctimas del fuego del edificio de Pan American Airlines no pueden ser atribuidas a los estadounidenses. 
Por su parte, la versión oficial de la policía de la Zona del Canal fue que ellos no dispararon directamente a los manifestantes, sino sobre sus cabezas o a sus pies, y que todos los panameños que murieron eran saqueadores o víctimas de otros compatriotas. Esta versión fue desacreditada por investigadores independientes, que concluyeron que la policía disparó directamente a las multitudes y mató a Arosemena y algunos otros. Los expertos de balística del DENI (Departamento Nacional de Investigaciones) argumentaron que seis panameños fueron asesinados con balas de calibre 0.38 Smith and Wesson, los utilizados por la policía de la Zona del Canal.
Nunca se ha publicado un recuento definitivo de todas las muertes de esos días.
A pesar de que algunas fuentes panameñas dan nombres y números diferentes, la lista puede encontrarse en el monumento a los mártires en Colón (donde se encuentran los restos de los mártires colonenses). Los 22 listados aquí incluyen a: Ascanio Arosemena Chávez, Gonzalo Antonio Crance Robles, Teófilo Belisario De La Torre Espinosa, Jacinto Palacios Cobos, Alberto Oriol Tejada, Ezequiel Meneses González, Luis Vicente Bonilla Cacó, José Enrique Gil, Alberto Nicholas Constance, Víctor Manuel Iglesias, Rodolfo Sánchez Benítez, Víctor Manuel Garibaldo Figueroa,  Gustavo Rogelio Lara, José Del Cid Cobos,  Ricardo Murgas Villamonte, Rosa Elena Landecho, Ovidio Lizandro Saldaña Armuelles, Estanislao Orobio Williams, Maritza Ávila Alabarca, Carlos Renato Lara, Evilio Lara, y Celestino Villarreta.
La mayoría de los recuentos estadounidenses listan las bajas de su lado en cuatro, a pesar de que algunos varían entre 3 y 5. Los que murieron peleando en el lado estadounidense incluyen a: Luis Jiménez Cruz, David Haupt, Gerald St. Aubin y Michael W. Rowland. La mayoría de las heridas sufridas por ciudadanos estadounidenses, fueron causadas por rocas o botellas que les fueron lanzadas.
Cuando terminó la pelea, los investigadores del DENI encontraron más de 600 balas incrustadas en el edificio de la Asamblea Legislativa, localizado cerca de la frontera de ese entonces. El Hospital Santo Tomás reportó que atendió 324 heridos y 18 muertos producto de los disturbios. El hospital de la Caja de Seguro Social trató a 16 heridos. La mayoría de los muertos y heridos sufrieron impactos por proyectiles de armas de fuego. Algunos de los más severamente heridos quedaron con secuelas neurológicas o parálisis, causadas por heridas de bala.
Los investigadores estadounidenses encontraron tras la pelea más de 400 balas incrustadas en el Hotel Tívoli.
Años más tarde, el gobierno de los Estados Unidos ordenó desclasificar los documentos históricos respecto a los disturbios de 1964, incluyendo los números de municiones utilizadas por el Comando Sur. El registro oficial fue que el Ejército de Estados Unidos disparó 450 balas de rifle calibre 0.30, 5 balas de calibre 0.45 y 7.193 granadas o proyectiles de gas lacrimógeno. Además, el Ejército dijo haber usado 340 libras de químico CN-1 chemical (gas lacrimógeno suave) y 120 libras de químico CS-1 (gas lacrimógeno fuerte). El mismo reporte dijo que la policía de la Zona del Canal disparó 1.850 balas calibre 0.38 y 600 balas de escopeta en la pelea, además de 132 granadas de gas lacrimógeno.

## Consecuencias inmediatas
La embajada de Estados Unidos recibió orden de quemar todos los documentos comprometidos. Cierto número de estadounidenses residentes en la Ciudad de Panamá -particularmente personal militar y sus familias que no consiguieron alojamiento en las bases militares- fueron forzados a dejar sus hogares. Hubo muchos casos en que panameños dieron refugio a estadounidenses, que estaban en peligro en varias ciudades.
La censura incompleta tuvo el efecto secundario de generar rumores en ambos bandos. Un rumor que, emitido en parte por los medios de Estados Unidos, y que, aunque falso, circuló mucho en la Zona, decía que la Zona del Canal había sido renombrada como "Zona del Canal de Estados Unidos" y que pasaría a ser una posesión definitiva de los Estados Unidos.
Algunos reporteros alegaron un gigantesco plan comunista, involucrando Democratacristianos, Socialistas, líderes estudiantiles y otros, bajo el control de Fidel Castro. Sin embargo, todo indica que los comunistas panameños fueron sorprendidos por el brote de violencia, y una minoría entre quienes pelearon contra los estadounidenses en el Día de los Mártires. Una buena indicación de la relativa fuerza comunista vino dos semanas después, cuando la Iglesia católica comandó una marcha por los caídos, a la que concurrieron aproximadamente 40 000 personas. Una conmemoración rival de los comunistas el mismo día atrajo sólo unos 300 participantes.

## Reacción internacional y consecuencias
La reacción internacional fue desfavorable para con los Estados Unidos. La opinión de muchos panameños y latinoamericanos, fue expresada unos días después por el embajador de Colombia ante la Organización de Estados Americanos: 

"...en Panamá existe hoy otro muro de Berlín."

Los británicos y franceses, que habían sido criticados por Estados Unidos por sus políticas coloniales, dijeron que estas críticas habían sido hipócritas, ya que sus ciudadanos establecidos en la Zona eran tan desagradables como cualquier otro grupo de colonos.
El presidente de Egipto, Gamal Abdel Nasser sugirió que Panamá nacionalizara su Canal, como ellos habían hecho con el Canal de Suez. También China, la Unión Soviética y Cuba, denunciaron a los Estados Unidos en duros términos. El dictador español Francisco Franco acusó a Estados Unidos de agresión contra Panamá. 
Significativamente, otros gobiernos del Hemisferio Occidental, que habían apoyado las políticas de Estados Unidos, se negaron a apoyar la posición estadounidense. Venezuela lideró un coro de críticas latinoamericanas contra los Estados Unidos. La Organización de los Estados Americanos, bajo el auspicio de Brasil, tomó la jurisdicción de la disputa de las manos de la ONU y puso el asunto sobre su Comité de Paz Interamericano. El comité envió a Panamá una comisión investigadora, la cual fue recibida con un paro nacional de quince minutos, para demostrar la unidad del pueblo. Tras el regreso de la comisión, que había estado una semana en el país centroamericano, no se tomó ninguna determinación sobre la moción panameña para culpar a los Estados Unidos de agresión, pero el comité acusó a los estadounidenses de utilizar fuerza innecesaria.

## Consecuencias de largo plazo
El presidente de Panamá en esa época, Roberto Chiari, rompió relaciones diplomáticas con los Estados Unidos, un hecho sin precedentes, puesto que ninguna nación en la que Estados Unidos estuviera presente, se había atrevido a hacerlo. El 15 de enero de 1964, el presidente Chiari declaró que Panamá no reiniciaría relaciones diplomáticas, hasta que se acordara abrir negociaciones para un nuevo tratado. Por estas acciones, el presidente Chiari es conocido como el "Presidente de la Dignidad".
Los primeros pasos en la dirección exigida por Panamá fueron tomados en el mes de abril, cuando ambas naciones acordaron restablecer relaciones diplomáticas y el gobierno de los Estados Unidos accedió a adoptar procedimientos para "la eliminación de las causas de conflicto entre las dos naciones". Unas semanas después, Robert Anderson, el enviado especial del presidente Lyndon Johnson, voló a Panamá para comenzar las negociaciones.
Tras una reunión en la isla de Contadora, los Presidentes de Costa Rica, Colombia y Venezuela dieron su apoyo incondicional a Panamá.
Este incidente es considerado como el catalizador para la eventual abolición del concepto de control "en perpetuidad" sobre la Zona del Canal por parte de Estados Unidos. Con la firma de los Tratados Torrijos-Carter del año 1977, se disolvió la Zona del Canal —proceso que culminó en 1979— y se pusieron fechas para el cierre de las bases militares de Estados Unidos y el traspaso de las propiedades.
Al mediodía del 31 de diciembre de 1999, el gobierno de los Estados Unidos de América traspasó el control del Canal de Panamá al gobierno panameño.

## Monumentos
Hay varios monumentos a los mártires de la gesta.
El principal es el monumento a los mártires del 9 de enero de 1964 en la Ciudad de Panamá. Es dedicado por la Autoridad del Canal de Panamá (ACP) a los mártires del 9 de enero de 1964. Fue diseñado por Alcides Ponce Patiño, Evángelo Vamvas y Tamara Salamín, trabajadores canaleros de la sección de Arquitectura de la ACP. El monumento está ubicado en la Plaza del Centro de Capacitación Ascanio Arosemena —antigua escuela secundaria de Balboa— y fue inaugurado el 9 de enero de 2003.
“Con nuestra Bandera, hacia la cerca” fue construido en conmemoración a los 50 años de la gesta patriótica del 9 de enero. Se encuentra en la Avenida de los Mártires. Se trata de cuatro estudiantes intentando cruzar una cerca con el Pabellón Nacional.